# Lijst van voetbalinterlands Armenië - Turkmenistan
Deze lijst van voetbalinterlands is een overzicht van alle officiële voetbalwedstrijden tussen de nationale teams van Armenië en Turkmenistan. De landen speelden tot op heden een keer tegen elkaar. Dat was een vriendschappelijk duel op 28 april 2004 in Jerevan.

## Wedstrijden
| № | Plaats  | Datum         | Competitie        | Wedstrijd              | Uitslag |
| - | ------- | ------------- | ----------------- | ---------------------- | ------- |
| 1 | Jerevan | 28 april 2004 | Vriendschappelijk | Armenië – Turkmenistan | 1 – 0   |

## Samenvatting
| Competitie        | Totaal gespeeld | Winst Armenië | Gelijk | Winst Turkmenistan | Doelsaldo Armenië – Turkmenistan |
| ----------------- | --------------- | ------------- | ------ | ------------------ | -------------------------------- |
| Vriendschappelijk | 1               | 1             | 0      | 0                  | 1 − 0                            |
| Totaal            | 1               | 1             | 0      | 0                  | 1 − 0                            |

Wedstrijden bepaald door strafschoppen worden, in lijn met de FIFA, als een gelijkspel gerekend.

## Details

### Eerste ontmoeting
| Vriendschappelijk (Jerevan, Armenië, 28 april 2004): |              | |
| Armenië | 1 – 0        | Turkmenistan |
| Ara Hakobyan 69' | goals        | |
| Mihai Stoichiţă | bondscoach   | Rahim Kurbanmamedov |
| Roman Berezovski 46' Sargis Hovsepyan Harutyun Vardanyan Aleksandr Tatevosyan Yeghishe Melikyan Rafael Nazaryan Albert Sargisyan 78' Romik Khachatryan Artur Petrosyan 10' Ara Hakobyan 72' Galust Petrosyan 46' | opstellingen | Bayramniyaz Berdiyev Arsen Bagdasaryan Alik Haydarov Rustam Saparov Kamil Mingazov Begench Muhammed Kuliyev 90' Kurbangeldi Durdiyev 85' Nazar Bayramov Guvanch Rejepov Vladimir Bayramov 78' Dayanchegylych Urazov |
| Artavazd Karamyan 10' Armando Hambartsumyan 46' Arman Karamyan 46' Levon Pashayan 72' Barseg Kirakosyan 78' | wissels      | 78' Yevgeny Zemskov 85' Artem Nazarov 90' Vyacheslav Sudarev |
| Yegishe Melikyan ??' Romik Khachatryan ??' | gele kaarten | ??' Rustam Saparov ??' Begench Muhammed Kuliyev |

FFA · A-internationals · Bondscoaches · Statistieken · Armeens vrouwenelftal · Armenië U21 · Armenië U20 · Armenië U19 · Armenië U18 · Armenië U17 · Armenië U16
1992 – 1999 ·
2000 – 2009 ·
2010 – 2019 ·
2020 – 2029
1992 ·
1993 · 
1994 ·
1995 ·
1996 ·
1997 ·
1998 ·
1999 ·
2000 ·
2001 ·
2002 ·
2003 ·
2004 ·
2005 ·
2006 ·
2007 ·
2008 ·
2009 ·
2010 ·
2011 ·
2012 ·
2013 ·
2014 ·
2015 ·
2016 ·
2017 ·
2018 ·
2019 ·
2020 ·
2021 ·
2022 ·
2023 ·
2024
Albanië ·
Algerije ·
Andorra ·
België ·
Bosnië en Herzegovina ·
Bulgarije ·
Canada ·
Chili ·
Cyprus ·
Denemarken ·
Duitsland ·
Ecuador ·
El Salvador ·
Estland ·
Faeröer ·
Finland ·
Frankrijk ·
Georgië ·
Gibraltar ·
Griekenland ·
Guatemala ·
Hongarije ·
Ierland ·
IJsland ·
Iran ·
Israël ·
Italië ·
Jordanië ·
Kazachstan ·
Koeweit ·
Kosovo ·
Kroatië ·
Letland ·
Libanon ·
Liechtenstein ·
Litouwen ·
Luxemburg ·
Malta ·
Marokko ·
Moldavië ·
Montenegro ·
Nederland ·
Noord-Ierland ·
Noord-Macedonië ·
Noorwegen ·
Oekraïne ·
Oezbekistan ·
Panama ·
Paraguay ·
Peru ·
Polen ·
Portugal ·
Roemenië ·
Rusland ·
Saint Kitts en Nevis ·
Schotland ·
Servië ·
Slovenië ·
Slowakije ·
Spanje ·
Tsjechië ·
Turkije ·
Turkmenistan ·
Verenigde Arabische Emiraten ·
Verenigde Staten ·
Wales ·
Wit-Rusland ·
Zweden
AFFA · A-internationals · Bondscoaches · Statistieken · Turkmeens vrouwenelftal · Turkmenistan U21 · Turkmenistan U20 · Turkmenistan U19 · Turkmenistan U17
1992 – 1999 ·
2000 – 2009 ·
2010 – 2019 ·
2020 − 2029
1992 ·
1993 ·
1994 ·
1995 ·
1996 ·
1997 ·
1998 ·
1999 ·
2000 ·
2001 ·
2002 ·
2003 ·
2004 ·
2005 ·
2006 ·
2007 ·
2008 ·
2009 ·
2010 ·
2011 ·
2012 ·
2013 ·
2014 ·
2015 ·
2016 ·
2017 ·
2018 ·
2019 ·
2020 ·
2021 ·
2022
Afghanistan ·
Armenië ·
Azerbeidzjan ·
Bahrein ·
Bangladesh ·
Bhutan ·
Cambodja ·
China ·
Estland ·
Filipijnen ·
Guam ·
Hongkong ·
India ·
Indonesië ·
Irak ·
Iran ·
Japan ·
Jemen ·
Jordanië ·
Kazachstan ·
Kirgizië ·
Koeweit ·
Laos ·
Libanon ·
Litouwen ·
Malediven ·
Maleisië ·
Myanmar ·
Nepal ·
Noord-Korea ·
Oeganda ·
Oezbekistan ·
Oman ·
Pakistan ·
Palestina ·
Qatar ·
Roemenië ·
Saoedi-Arabië ·
Singapore ·
Sri Lanka ·
Syrië ·
Tadzjikistan ·
Taiwan ·
Thailand ·
Verenigde Arabische Emiraten ·
Vietnam ·
Zuid-Korea